# Giustiniano Marucco
Giustiniano Marucco (Maggiora, 22 agosto 1899 – Aielli, 24 ottobre 1942) è stato un calciatore italiano, di ruolo attaccante.

## Carriera
Ala sinistra, giocò negli anni '20 nelle file di Novara e Juventus.
Prese parte con la Nazionale italiana ai Giochi olimpici del 1920 ad Anversa, nel corso delle quali disputò le sue 2 uniche partite in maglia azzurra, terminate entrambe con la sconfitta. Giocò nelle file dell'Internazionale di Milano nell'amichevole vinta contro la Lazio (4-2) del 18 maggio 1927.
Dopo il ritiro lavorò presso la Molino Felice Saini di Crenna e fu direttore della SAINA (Società Anonima Industrie Nazionali Aiellesi) di Aielli, nella Marsica.

## Morte
Morì a 43 anni a causa di un incidente stradale, in Abruzzo.

## Statistiche

### Cronologia presenze e reti in Nazionale
| Cronologia completa delle presenze e delle reti in nazionale ― Italia | Cronologia completa delle presenze e delle reti in nazionale ― Italia | Cronologia completa delle presenze e delle reti in nazionale ― Italia | Cronologia completa delle presenze e delle reti in nazionale ― Italia | Cronologia completa delle presenze e delle reti in nazionale ― Italia | Cronologia completa delle presenze e delle reti in nazionale ― Italia | Cronologia completa delle presenze e delle reti in nazionale ― Italia | Cronologia completa delle presenze e delle reti in nazionale ― Italia |
| Data                                                                  | Città                                                                 | In casa                                                               | Risultato                                                             | Ospiti                                                                | Competizione                                                          | Reti                                                                  | Note                                                                  |
| --------------------------------------------------------------------- | --------------------------------------------------------------------- | --------------------------------------------------------------------- | --------------------------------------------------------------------- | --------------------------------------------------------------------- | --------------------------------------------------------------------- | --------------------------------------------------------------------- | --------------------------------------------------------------------- |
| 29/08/1920                                                            | Anversa                                                               | Francia                                                               | 3 – 1                                                                 | Italia                                                                | Olimpiadi 1920                                                        | 0                                                                     |                                                                       |
| 02/09/1920                                                            | Anversa                                                               | Spagna                                                                | 2 – 0                                                                 | Italia                                                                | Olimpiadi 1920                                                        | 0                                                                     |                                                                       |
| Totale                                                                |                                                                       | Presenze                                                              | 2                                                                     |                                                                       | Reti                                                                  | 0                                                                     |                                                                       |